# TMS1000

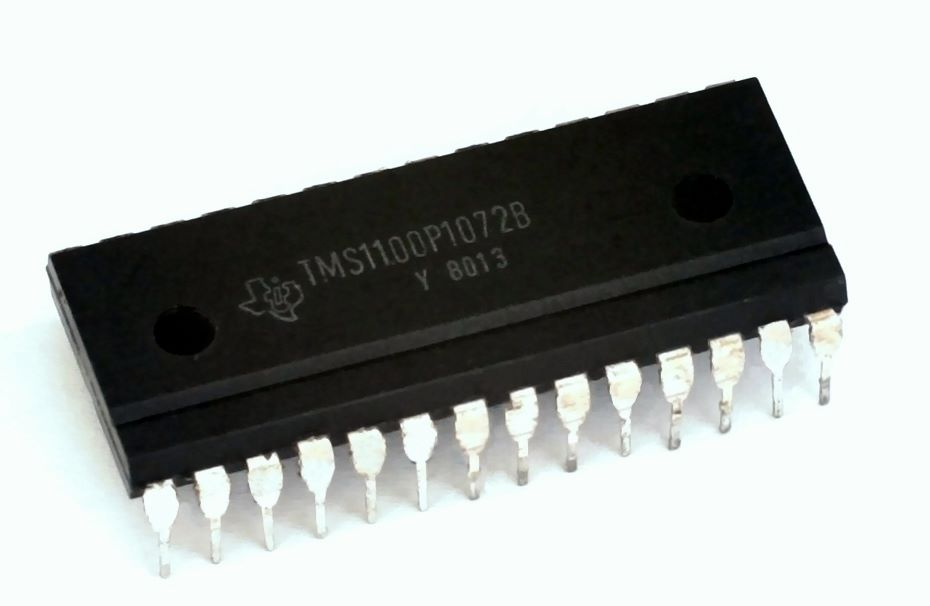
TMS1100

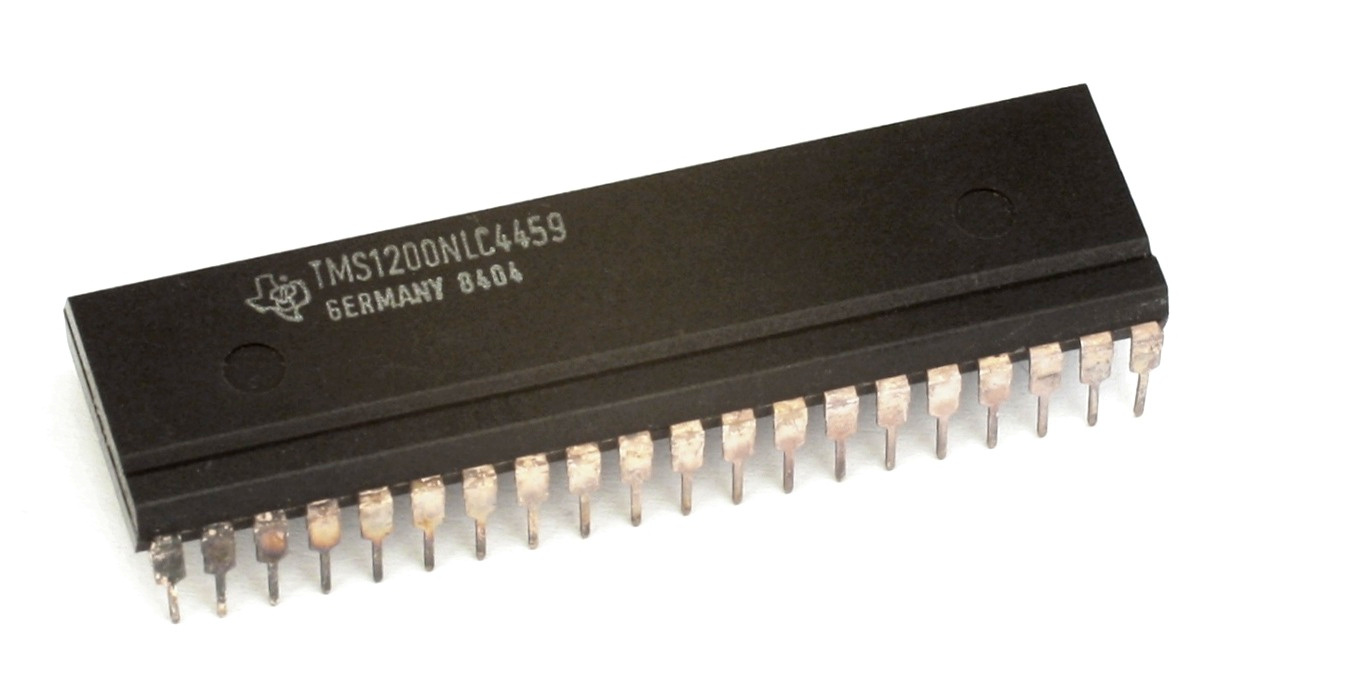
TMS1200

TMS1000 — серия 4-разрядных микроконтроллеров, разработанная компанией Texas Instruments. Первый микроконтроллер серии был анонсирован в 1972 году, но выпуск начался только в 1974 году. TMS1000 стал первым доступным микроконтроллером.
Микроконтроллеры серии применялись в калькуляторах, электронных игрушках (например, Big Trak и Microvision) и других устройствах. В СССР выпускались микросхемы КР1814ВЕ2 (аналог TMS1000NLL), КР1814ВЕ4 (аналог TMS1200), а также отладочная версия микроконтроллера КР1814ВЕ3 (аналог TMS1099) без встроенного ПЗУ, предназначенная для разработки программного обеспечения.

## Описание
Микросхемы выпускались по технологии PMOS с техпроцессом 8 мкм. Число транзисторов составляло около 8 тысяч, максимальная тактовая частота — 400 кГц, одно напряжение питания −15 вольт. Микросхемы выпускались в пластиковых и керамических корпусах DIP28 и DIP40.
Микроконтроллеры серии имели в своём составе ядро процессора, масочное (однократно программируемое при изготовлении) ПЗУ объёмом 1024…2048 байт, ОЗУ объёмом 32…64 байта (64…128 ячеек) и интерфейс ввода-вывода. Микроконтроллеры TMS1070 и TMS1270 могли непосредственно управлять дисплеями высокого напряжения. Всего в серии было выпущено 16 микроконтроллеров.
|                    | TMS1000 | TMS1100 | TMS1200 | TMS1070 | TMS1270 | TMS1300 |
| ------------------ | ------- | ------- | ------- | ------- | ------- | ------- |
| Количество выводов | 28      | 28      | 40      | 28      | 40      | 40      |
| Объём ПЗУ, байт    | 1024    | 2048    | 1024    | 1024    | 2048    | 2048    |
| Объём ОЗУ, ячеек   | 64      | 128     | 64      | 64      | 64      | 128     |
| Набор команд       | 43      | 54      | 43      | 43      | 43      | 54      |
| Выходов R          | 11      | 11      | 13      | 11      | 13      | 16      |
| Выходов O          | 8       | 8       | 8       | 8       | 10      | 8       |

## Ядро процессора
Система команд микроконтроллера состояла из 43 или 54 команд. Все команды имели длину 8 бит и выполнялись за 6 тактов. Набор регистров включал:
- 4-разрядный аккумулятор
- 2 или 3-разрядный регистр общего назначения X (в зависимости от объёма ОЗУ)
- 4-разрядный регистр общего назначения Y
- 6-разрядный регистр адреса текущей команды
- 4-разрядный регистр страницы ПЗУ
- 1-битный регистр статуса (только флаг переноса)
- 6-разрядный регистр адреса и 4-разрядный регистр страницы возврата из подпрограммы (одноуровневый стек)

Все команды переходов и вызова подпрограмм являлись условными. Прерывания отсутствовали.